# 1138年
| 千纪： | 2千纪 |
| 世纪： | 11世纪 \| 12世纪 \| 13世纪                                                                                                   |
| 年代： | 1100年代 \| 1110年代 \| 1120年代 \| 1130年代 \| 1140年代 \| 1150年代 \| 1160年代                                             |
| 年份： | 1133年 \| 1134年 \| 1135年 \| 1136年 \| 1137年 \| 1138年 \| 1139年 \| 1140年 \| 1141年 \| 1142年 \| 1143年                   |
| 纪年： | 戊午年（马年）；西夏大德四年；金天眷元年；西辽康國五年；南宋紹興八年；大理廣運元年；越南天彰寶嗣六年，紹明元年；日本保延四年 |

## 大事记
- 中国
  - 偽齊政權被金熙宗廢除。後於汴京設行台尚書省。
  - 南宋正式定都临安（今杭州）。
  - 金使“诏谕江南”。秦桧被任为宰相，接受金朝的议和诏书，向金称臣，每年进贡银子二十五万两、绢二十五万匹。

- 西亞
  - 10月11日——阿勒頗發生大地震。

## 逝世
- 10月28日——波列斯瓦夫三世，波蘭最高公爵，瓦迪斯瓦夫一世之子。